# Rachel Zoe
Pour les articles homonymes, voir Zoe.
 (juin 2012).
Si vous disposez d'ouvrages ou d'articles de référence ou si vous connaissez des sites web de qualité traitant du thème abordé ici, merci de compléter l'article en donnant les références utiles à sa vérifiabilité et en les liant à la section « Notes et références ».
Rachel Zoe, née le 1er septembre 1971, est une styliste américaine.

## Biographie
Rachel Zoe Rosenzweig, née à New York, elle est la fille de Leslie et Ron Rosenzweig. Zoe a abandonné son nom de famille en faveur de son second prénom, quand elle a commencé sa carrière comme styliste de mode. [réf. nécessaire]. Zoe a grandi à Millburn, New Jersey, elle est diplômée de Millburn High School. Elle a une sœur Pamela Rosenzweig. Elle a étudié la sociologie et la psychologie à l'Université George Washington. Avant de travailler comme styliste, Zoe a travaillé pour des magazines de mode.

## Carrière
Zoe travaille avec des clients, mais elle ne dispose d'aucune formation en tant que telle[style à revoir]. Styliste, elle a travaillé avec Brenda Song, Backstreet Boys, Lindsay Lohan, Mischa Barton, Nicole Richie, Keira Knightley, Cameron Diaz, Jennifer Garner, Kate Hudson, Kate Beckinsale, Debra Messing, Demi Moore, Liv Tyler, Joy Bryant, Molly Sims, Eva Mendes, Paula Patton and Anne Hathaway.
En septembre 2008, le série de télé-réalité de Zoe, Le Rachel Zoe Project, a fait ses débuts sur la chaîne Bravo. La série suit Zoe et ses deux associés, Taylor Jacobson et Brad Goreski, ainsi que son mari et partenaire d'affaires, Rodger Berman.
Zoe a officiellement annoncé qu'elle sortira une ligne de vêtements, avec l'intention d'en faire une marque de style de vie complet[Quoi ?]. La ligne sort à l'automne de 2011. Sa ligne comporte des accessoires, chaussures, vêtements et de la fourrure. Il s'agit d'une collection haut de gamme, avec des vêtements à partir de 100 dollars.
Une nouvelle émission, Fashionably Late with Rachel Zoe, est annoncée en juillet 2015 et débute sur la chaine Lifetime en septembre 2015,.
Zoe est mariée au banquier Rodger Berman depuis 1996. Ils ont deux fils : le premier est né en 2011 et le second le 22 décembre 2013.
Le 6 juin 2025, la chaîne Bravo annonce qu'elle rejoindra la distribution principale de l'émission de télé-réalié Les Real Housewives de Beverly Hills aux côté notamment de Kyle Richards, Erika Jayne et Dorit Kemsley.

## Critiques
Rachel Zoe, depuis son relooking de Nicole Richie, a été accusée plusieurs fois de promouvoir une maigreur artificielle, voire l'anorexie, notamment par Richie elle-même,.